# A Manchester United FC 2011–2012-es szezonja
Ez a szócikk a Manchester United FC 2011–2012-es szezonjáról szól, amely a csapat 20. idénye a Premier Leagueben, és sorozatban 37. az angol első osztályban. 2011. augusztus 7-én a Community Shield megnyerésével kezdődött a csapat számára az idény, melynek végén a bajnokságban a 2. helyet szerezte meg. Ryan Giggs 2012. január 4-én megdöntötte Bobby Charlton pályára lépési rekordját miután 756. tétmérkőzésén lépett pályára a klub színeiben. Az utolsó bajnoki forduló előtt 86 ponttal álló két manchesteri csapat között végül a 92. percben dőlt el  a bajnoki cím sorsa, ekkor rúgta Sergio Agüero a City győzelmet, és bajnoki címet jelentő gólját. A két csapat közt a gólkülönbség döntött, erre 23 év után először volt példa.

## Előszezon, felkészülési mérkőzések
A csapat az idényt megelőzően amerikai túrán lépett fel, megmérkőzött többek közt a New England Revolution, a Seattle Sounders és a Chicago Fire  együttesével is, valamint pályára lépett az MLS All-Star ellen is.
2011. augusztus 5-én a New York Cosmos ellen búcsúztatták a 17 év után visszavonuló Paul Scholes, a mérkőzést a United 6–0-ra nyerte meg.
2012. május 15-én Harry Gregg tiszteletére játszottak barátságos mérkőzést, aki az egyik túlélője volt az 1958-as müncheni légikatasztrófának és aki kimentette Matt Busbyt a roncsok közül, majd újraélesztette a klub menedzserét. A Ír Liga All-Star csapata elleni találkozót 4-1 arányban nyerte meg a United.
| Dátum              | Ellenfél               | H / V          | Végeredmény | Góllövők                                                                     | Nézőszám |
| ------------------ | ---------------------- | -------------- | ----------- | ---------------------------------------------------------------------------- | -------- |
| 2011. július 13.   | New England Revolution | V              | 4–1         | Owen 51', Macheda (2) 54', 60', Park 80'                                     | 51 523   |
| 2011. július 20.   | Seattle Sounders       | V              | 7–0         | Owen 15', Diouf 49', Rooney (3) 51', 69', 72', Park 71', Obertan 88'         | 67 052   |
| 2011. július 23.   | Chicago Fire           | Soldier Field  | 3–1         | Rooney 66', Rafael 76', Nani 82'                                             | 61 308   |
| 2011. július 27.   | MLS All-Stars          | Red Bull Aréna | 4–0         | Anderson 20', Park 45', Berbatov 52', Welbeck 68'                            | 26 760   |
| 2011. július 30.   | Barcelona              | S              | 2–1         | Nani 22', Owen 76'                                                           | 81 807   |
| 2011. augusztus 5. | New York Cosmos        | H              | 6–0         | Scholes 9', Rooney 28' (bün.), Anderson 50', Welbeck 59', Diouf (2) 69', 74' | 74 731   |
| 2012. május 15.    | Irish League XI        | Windsor Park   | 4–1         | Evra 20', Young (2) 58', 87', Rooney 64' (bün.)                              | 14 098   |

## Community Shield
2011. augusztus 7-én az idény első trófeájáért mérkőztek meg a városi rivális City csapatával, és arattak végül 3-2-es győzelmet. A két csapat 55 év után találkozott egymással a szuperkupáért kiírt találkozón és ez volt a United 19. szuperkupa-sikere.
| 2011. augusztus 7. 14:30 BST | Manchester City         | 2–3         | Manchester United           | Wembley Stadion, London Nézőszám: 77,169 Játékvezető: Phil Dowd (Staffordshire) |
| 2011. augusztus 7. 14:30 BST | Lescott 38' Džeko 45+1' | Jegyzőkönyv | Smalling 52' Nani 58' 90+4' | Wembley Stadion, London Nézőszám: 77,169 Játékvezető: Phil Dowd (Staffordshire) |

| Manchester City | Manchester United |

## Premier League
| Dátum                | Ellenfél                | H / V | Végeredmény | Góllövők                                                                               | Nézőszám | Bajnoki helyezés |
| -------------------- | ----------------------- | ----- | ----------- | -------------------------------------------------------------------------------------- | -------- | ---------------- |
| 2011. augusztus 14.  | West Bromwich Albion    | V     | 2–1         | Rooney 13', Reid 81' (öngól)                                                           | 25 360   | 3.               |
| 2011. augusztus 22.  | Tottenham Hotspur       | H     | 3–0         | Welbeck 61', Anderson 76', Rooney 87'                                                  | 75 498   | 2.               |
| 2011. augusztus 28.  | Arsenal                 | H     | 8–2         | Welbeck 22', Young (2) 28', 90+1', Rooney (3) 41', 64', 82' (bün.), Nani 67', Park 70' | 75 448   | 1.               |
| 2011. szeptember 10. | Bolton Wanderers        | V     | 5–0         | Hernández (2) 5', 58', Rooney (3) 20', 25', 68'                                        | 25 944   | 1.               |
| 2011. szeptember 18. | Chelsea                 | H     | 3–1         | Smalling 8', Nani 37', Rooney 45'                                                      | 75 455   | 1.               |
| 2011. szeptember 24. | Stoke City              | V     | 1–1         | Nani 27'                                                                               | 27 582   | 1.               |
| 2011. október 1.     | Norwich City            | H     | 2–0         | Anderson 68', Welbeck 87'                                                              | 75 514   | 1.               |
| 2011. október 15.    | Liverpool               | V     | 1–1         | Hernández 81'                                                                          | 45 065   | 2.               |
| 2011. október 23.    | Manchester City         | H     | 1–6         | Fletcher 81'                                                                           | 75 487   | 2.               |
| 2011. október 29.    | Everton                 | V     | 1–0         | Hernández 19'                                                                          | 35 494   | 2.               |
| 2011. november 5.    | Sunderland              | H     | 1–0         | Brown 45+1' (öngól)                                                                    | 75 570   | 2.               |
| 2011. november 19.   | Swansea City            | V     | 1–0         | Hernández 11'                                                                          | 20 295   | 2.               |
| 2011. november 26.   | Newcastle United        | H     | 1–1         | Hernández 49'                                                                          | 75 594   | 2.               |
| 2011. december 3.    | Aston Villa             | V     | 1–0         | Jones 20'                                                                              | 40 053   | 2.               |
| 2011. december 10.   | Wolverhampton Wanderers | H     | 4–1         | Nani (2) 17', 56', Rooney (2) 27', 62'                                                 | 75 627   | 2.               |
| 2011. december 18.   | Queens Park Rangers     | V     | 2–0         | Rooney 1', Carrick 56'                                                                 | 18 033   | 2.               |
| 2011. december 21.   | Fulham                  | V     | 5–0         | Welbeck 5', Nani 28', Giggs 43', Rooney 88', Berbatov 90'                              | 25 700   | 2.               |
| 2011. december 26.   | Wigan Athletic          | H     | 5–0         | Park 8', Berbatov (3) 41', 58', 78' (bün.), Valencia 75'                               | 75 183   | 2.               |
| 2011. december 31.   | Blackburn Rovers        | H     | 2–3         | Berbatov (2) 52', 62'                                                                  | 75 146   | 2.               |
| 2012. január 4.      | Newcastle United        | V     | 0–3         |                                                                                        | 52 299   | 2.               |
| 2012. január 14.     | Bolton Wanderers        | H     | 3–0         | Scholes 45+1', Welbeck 74', Carrick 83'                                                | 75 444   | 2.               |
| 2012. január 22.     | Arsenal                 | V     | 2–1         | Valencia 45+1', Welbeck 81'                                                            | 60 093   | 2.               |
| 2012. január 312.    | Stoke City              | H     | 2–0         | Hernández 38' (bün.), Berbatov 53' (bün.)                                              | 74 719   | 2.               |
| 2012. február 5.     | Chelsea                 | V     | 3–3         | Rooney (2) 58' (bün.), 69' (bün.), Hernández 84'                                       | 41 668   | 2.               |
| 2012. február 11.    | Liverpool               | H     | 2–1         | Rooney (2) 47', 50'                                                                    | 74 844   | 1.               |
| 2012. február 26.    | Norwich City            | V     | 2–1         | Scholes 7', Giggs 90+2'                                                                | 26 811   | 2.               |
| 2012. március 4.     | Tottenham Hotspur       | V     | 3–1         | Rooney 45', Young (2) 60', 69'                                                         | 36 034   | 2.               |
| 2012. március 11.    | West Bromwich Albion    | H     | 2–0         | Rooney (2) 35', 71' (bün.)                                                             | 75 598   | 1.               |
| 2012. március 18.    | Wolverhampton Wanderers | V     | 5–0         | Evans 21', Valencia 43', Welbeck 45+1', Hernández (2) 56', 61'                         | 27 494   | 1.               |
| 2012. március 26.    | Fulham                  | H     | 1–0         | Rooney 42'                                                                             | 75 570   | 1.               |
| 2012. április 2.     | Blackburn Rovers        | V     | 2–0         | Valencia 81', Young 86'                                                                | 26 532   | 1.               |
| 2012. április 8.     | Queens Park Rangers     | H     | 2–0         | Rooney 15' (bün.), Scholes 68'                                                         | 75 505   | 1.               |
| 2012. április 11.    | Wigan Athletic          | V     | 0–1         |                                                                                        | 18 115   | 1.               |
| 2012. április 15.    | Aston Villa             | H     | 4–0         | Rooney (2) 7' (bün.), 73', Welbeck 43', Nani 90+3'                                     | 75 138   | 1.               |
| 2012. április 22.    | Everton                 | H     | 4–4         | Rooney (2) 41', 69', Welbeck 57', Nani 60'                                             | 75 522   | 1.               |
| 2012. április 30.    | Manchester City         | V     | 0–1         |                                                                                        | 47 259   | 2.               |
| 2012. május 6.       | Swansea City            | H     | 2–0         | Scholes 28′, Young 41′                                                                 | 75 496   | 2.               |
| 2012. április 13.    | Sunderland              | V     | 1–0         | Rooney 20'                                                                             | 46 452   | 2.               |

| Hely | Klub              | M  | GY | D | V  | LG | KG | GK  | P  |
| ---- | ----------------- | -- | -- | - | -- | -- | -- | --- | -- |
| 1    | Manchester City   | 38 | 28 | 5 | 5  | 93 | 29 | +64 | 89 |
| 2    | Manchester United | 38 | 28 | 5 | 5  | 89 | 33 | +56 | 89 |
| 3    | Arsenal           | 38 | 21 | 7 | 10 | 74 | 49 | +25 | 70 |

## FA-kupa
A United a harmadik körben kapcsolódott be a kupaküzdelmekbe, és egyből a városi rivális Cityvel kellett megküzdenie. 2012. január 8-án a 162. városi rangadót Alex Ferguson csapata nyerte meg 3-2-re, többek között Wayne Rooney duplájának köszönhetően. Január 28-án újabb rangadó, a Liverpool elleni mérkőzés várt a Vörös Ördögökre, azonban ezt a találkozót már elvesztették az Anfield Roadon.
| Dátum            | Forduló    | Ellenfél        | H / V | Végeredmény | Góllövők                         | Nézőszám |
| ---------------- | ---------- | --------------- | ----- | ----------- | -------------------------------- | -------- |
| 2012. január 8.  | 3. forduló | Manchester City | V     | 3–2         | Rooney (2) 10', 40', Welbeck 30' | 46 808   |
| 2012. január 28. | 4. forduló | Liverpool       | V     | 1–2         | Park 39'                         | 43 952   |

## Ligakupa
2011. szeptember 20-án a Leeds United ellen kezdte meg Ligakupa szereplését a csapat. Fölényes 3–0-s győzelemmel jutottak tovább, elsősorban a duplázó Michael Owennek köszönhetően. A negyedik körben, október 25-én a negyedosztályú Aldershot Town volt a következő ellenfél, és a United az idegenbeli összecsapást 3–0-ra nyerte meg. Egy hónap múlva ismét pályára léptek a Crystal Palace ellen, és a hosszabbításba torkolló mérkőzést végül a londoni csapat nyerte meg 2-1-re.
| Dátum                        | Forduló    | Ellenfél       | H / V | Végeredmény | Góllövők                             | Nézőszám |
| ---------------------------- | ---------- | -------------- | ----- | ----------- | ------------------------------------ | -------- |
| 2011. szeptember 20.         | 3. forduló | Leeds United   | V     | 3–0         | Owen (2) 15', 32', Giggs 45+1'       | 31 031   |
| 25 October 2011. október 25. | 4. forduló | Aldershot Town | V     | 3–0         | Berbatov 15', Owen 41', Valencia 48' | 7 044    |
| 2011. november 10.           | 5. forduló | Crystal Palace | H     | 1–2 (h.u.)  | Macheda 69' (bün.)                   | 52 624   |

## Bajnokok ligája

### Csoportkör
Az előző évi bajnokcsapatként kiemeltként, a csoportkörben várta az ellenfelek sorsolását a United, ami azt jelentette, hogy az első fázisban biztos elkerüli az FC Barcelona, valamint az FC Bayern München, Internazionale, FC Porto, a Real Madrid CF csapatát, valamint a másik három angol riválist, a Chelsea FC-t, az Arsenal FC-t és a Manchester City FC-t. A sorsoláskor végül a román Oțelul Galațit, az FC Baselt és a Benficát kapták. A kvartett harmadik helyén végezve a tavaszi szezonban az Európa-ligában folytathatták a küzdelmeket.
| Dátum                | Ellenfél      | H / V | Végeredmény | Góllövők                            | Nézőszám | Csoport hely |
| -------------------- | ------------- | ----- | ----------- | ----------------------------------- | -------- | ------------ |
| 2011. szeptember 14. | Benfica       | V     | 1–1         | Giggs 42'                           | 63 822   | 2.           |
| 2011. szeptember 27. | Basel         | H     | 3–3         | Welbeck (2) 16', 17', Young 90'     | 73 115   | 3.           |
| 2011. október 18.    | Oțelul Galați | A     | 2–0         | Rooney (2) 64' (bün.), 90+2' (bün.) | 28 047   | 2.           |
| 2011. november 2.    | Oțelul Galați | H     | 2–0         | Valencia 8', Sârghi 87' (öngól)     | 74 847   | 1.           |
| 2011. november 22.   | Benfica       | H     | 2–2         | Berbatov 30', Fletcher 59'          | 74 873   | 2.           |
| 2011. december 7.    | Basel         | V     | 1–2         | Jones 89'                           | 36 894   | 3.           |

### C csoport
| Csapat            | M | Gy | D | V | G+ | G– | Gk | P  |
| ----------------- | - | -- | - | - | -- | -- | -- | -- |
| Benfica           | 6 | 3  | 3 | 0 | 8  | 4  | +4 | 12 |
| FC Basel          | 6 | 3  | 2 | 1 | 11 | 10 | +1 | 11 |
| Manchester United | 6 | 2  | 3 | 1 | 11 | 8  | +3 | 9  |
| Oțelul Galați     | 6 | 0  | 0 | 6 | 3  | 11 | –8 | 0  |

|                   | MAN | BEN | BAS | GAL |
| ----------------- | --- | --- | --- | --- |
| Manchester United |     | 2–2 | 3–3 | 2–0 |
| Benfica           | 1–1 |     | 1–1 | 1–0 |
| FC Basel          | 2–1 | 0–2 |     | 2–1 |
| Oțelul Galați     | 0–2 | 0–1 | 2–3 |     |

## Európa-liga
Mint ahogy a többi, a BL-ből érkező csapat, a United is kiemeltként várta az első sorsolást az immár Európa-liga néven szereplő sorozat tavaszi folytatásában, és az AFC Ajaxot kapták ellenfélnek. A két együttes ezelőtt mindössze egyszer, az 1976-77-es idényben találkozott a nemzetközi porondon, akkor az angolok jutottak tovább. Ez ezúttal is így történt, az idegenbeli kétgólos győzelem után a hazai vereség is belefért. A nyolcaddöntőben a spanyol Athletic Bilbao következett, akikkel az 1956-57-es BEK-sorozatban találkoztak legutóbb. Ezúttal a baszk csapat jobbnak bizonyult mindkét mérkőzésen és megérdemelten jutott tovább.
| Dátum             | Forduló                                  | Ellenfél        | H / V | Végeredmény | Góllövők                     | Nézőszám |
| ----------------- | ---------------------------------------- | --------------- | ----- | ----------- | ---------------------------- | -------- |
| 2012. február 16. | A legjobb 16 közé jutásért első mérkőzés | Ajax            | V     | 2–0         | Young 59', Hernández 85'     | 48 866   |
| 2012. február 23. | A legjobb 16 közé jutásért visszavágó    | Ajax            | H     | 1–2         | Hernández 6'                 | 67 328   |
| 2012. március 8.  | Nyolcaddöntő első mérkőzés               | Athletic Bilbao | H     | 2–3         | Rooney (2) 22', 90+2' (bün.) | 59 265   |
| 2012. március 15. | Nyolcaddöntő visszavágó                  | Athletic Bilbao | V     | 1–2         | Rooney 80'                   | 40 000   |

## Statisztika
| Mezszám | Poz.    | Név               | Bajnokság     | Bajnokság | FA-kupa       | FA-kupa | Ligakupa      | Ligakupa | Nemzetközi kupa | Nemzetközi kupa | Egyéb         | Egyéb | Összesen      | Összesen |   |   |
| Mezszám | Poz.    | Név               | Pályára lépés | Gólok     | Pályára lépés | Gólok   | Pályára lépés | Gólok    | Pályára lépés   | Gólok           | Pályára lépés | Gólok | Pályára lépés | Gólok    |   |   |
| ------- | ------- | ----------------- | ------------- | --------- | ------------- | ------- | ------------- | -------- | --------------- | --------------- | ------------- | ----- | ------------- | -------- | - | - |
| 1       | GK      | David de Gea      | 29            | 0         | 1             | 0       | 0             | 0        | 8               | 0               | 1             | 0     | 39            | 0        | 0 | 0 |
| 3       | DF      | Patrice Evra      | 37            | 0         | 2             | 0       | 0             | 0        | 7               | 0               | 1             | 0     | 47            | 0        | 9 | 0 |
| 4       | DF      | Phil Jones        | 25(4)         | 1         | 1             | 0       | 1             | 0        | 7(2)            | 1               | 0(1)          | 0     | 34(7)         | 2        | 6 | 0 |
| 5       | DF      | Rio Ferdinand     | 29(1)         | 0         | 1             | 0       | 0             | 0        | 6               | 0               | 1             | 0     | 37(1)         | 0        | 5 | 0 |
| 6       | DF      | Jonny Evans       | 28(1)         | 1         | 1             | 0       | 1             | 0        | 5(3)            | 0               | 0(1)          | 0     | 35(5)         | 1        | 8 | 1 |
| 7       | FW      | Michael Owen      | 0(1)          | 0         | 0             | 0       | 2             | 3        | 1               | 0               | 0             | 0     | 3(1)          | 3        | 0 | 0 |
| 8       | MF      | Anderson          | 8(2)          | 2         | 0(1)          | 0       | 0             | 0        | 3(1)            | 0               | 1             | 0     | 12(4)         | 2        | 2 | 0 |
| 9       | FW      | Dimitar Berbatov  | 5(7)          | 7         | 0(1)          | 0       | 3             | 1        | 3(1)            | 1               | 0(1)          | 0     | 11(10)        | 9        | 0 | 0 |
| 10      | FW      | Wayne Rooney      | 32(2)         | 27        | 1             | 2       | 0             | 0        | 7               | 5               | 1             | 0     | 41(2)         | 34       | 3 | 0 |
| 11      | MF      | Ryan Giggs        | 14(11)        | 2         | 2             | 0       | 1             | 1        | 5               | 1               | 0             | 0     | 22(11)        | 4        | 3 | 0 |
| 12      | DF      | Chris Smalling    | 14(5)         | 1         | 2             | 0       | 1             | 0        | 5(2)            | 0               | 1             | 1     | 23(7)         | 2        | 1 | 0 |
| 13      | MF      | Pak Csiszong      | 10(7)         | 2         | 1             | 1       | 3             | 0        | 5(2)            | 0               | 0             | 0     | 19(9)         | 3        | 0 | 0 |
| 14      | FW      | Javier Hernández  | 18(10)        | 10        | 0(1)          | 0       | 0             | 0        | 4(3)            | 2               | 0             | 0     | 22(14)        | 12       | 0 | 0 |
| 15      | DF      | Nemanja Vidić     | 6             | 0         | 0             | 0       | 1             | 0        | 2               | 0               | 1             | 0     | 10            | 0        | 1 | 1 |
| 16      | MF      | Michael Carrick   | 27(3)         | 2         | 2             | 0       | 1             | 0        | 6(1)            | 0               | 1             | 0     | 37(4)         | 2        | 7 | 0 |
| 17      | MF      | Nani              | 24(5)         | 8         | 1             | 0       | 0             | 0        | 6(3)            | 0               | 1             | 2     | 32(8)         | 10       | 3 | 0 |
| 18      | MF      | Ashley Young      | 19(6)         | 6         | 0             | 0       | 0             | 0        | 7               | 2               | 1             | 0     | 27(6)         | 8        | 4 | 0 |
| 19      | FW      | Danny Welbeck     | 23(7)         | 9         | 2             | 1       | 0(1)          | 0        | 1(4)            | 2               | 1             | 0     | 27(12)        | 12       | 2 | 0 |
| 20      | DF      | Fábio da Silva    | 2(3)          | 0         | 0             | 0       | 3             | 0        | 7               | 0               | 0             | 0     | 12(3)         | 0        | 4 | 0 |
| 21      | DF      | Rafael da Silva   | 10(2)         | 0         | 1             | 0       | 1             | 0        | 3               | 0               | 0(1)          | 0     | 15(3)         | 0        | 5 | 0 |
| 22      | MF      | Paul Scholes      | 14(3)         | 4         | 1(1)          | 0       | 0             | 0        | 0(2)            | 0               | 0             | 0     | 15(6)         | 4        | 3 | 0 |
| 23      | MF      | Tom Cleverley     | 5(5)          | 0         | 0             | 0       | 1             | 0        | 3               | 0               | 0(1)          | 0     | 9(6)          | 0        | 0 | 0 |
| 24      | MF      | Darren Fletcher   | 7(1)          | 1         | 0             | 0       | 0             | 0        | 2               | 1               | 0             | 0     | 9(1)          | 2        | 2 | 0 |
| 25      | MF      | Antonio Valencia  | 22(5)         | 4         | 2             | 0       | 3             | 1        | 5(1)            | 1               | 0             | 0     | 32(6)         | 6        | 3 | 0 |
| 26      | MF      | Gabriel Obertan   | 0             | 0         | 0             | 0       | 0             | 0        | 0               | 0               | 0             | 0     | 0             | 0        | 0 | 0 |
| 27      | FW      | Federico Macheda  | 0(3)          | 0         | 0             | 0       | 2             | 1        | 0(1)            | 0               | 0             | 0     | 2(4)          | 1        | 0 | 0 |
| 28      | MF      | Darron Gibson     | 1             | 0         | 0             | 0       | 1             | 0        | 0               | 0               | 0             | 0     | 2             | 0        | 1 | 0 |
| 29      | GK      | Tomasz Kuszczak   | 0             | 0         | 0             | 0       | 0             | 0        | 0               | 0               | 0             | 0     | 0             | 0        | 0 | 0 |
| 30      | DF      | Ritchie de Laet   | 0             | 0         | 0             | 0       | 0             | 0        | 0               | 0               | 0             | 0     | 0             | 0        | 0 | 0 |
| 32      | FW      | Mame Biram Diouf  | 0             | 0         | 0             | 0       | 3             | 0        | 0               | 0               | 0             | 0     | 3             | 0        | 1 | 0 |
| 33      | FW      | Bébé              | 0             | 0         | 0             | 0       | 0             | 0        | 0               | 0               | 0             | 0     | 0             | 0        | 0 | 0 |
| 34      | GK      | Anders Lindegaard | 8             | 0         | 1             | 0       | 0             | 0        | 2               | 0               | 0             | 0     | 11            | 0        | 0 | 0 |
| 35      | DF      | Reece Brown       | 0             | 0         | 0             | 0       | 0             | 0        | 0               | 0               | 0             | 0     | 0             | 0        | 0 | 0 |
| 36      | DF      | Marnick Vermijl   | 0             | 0         | 0             | 0       | 0             | 0        | 0               | 0               | 0             | 0     | 0             | 0        | 0 | 0 |
| 37      | MF      | Robbie Brady      | 0             | 0         | 0             | 0       | 0             | 0        | 0               | 0               | 0             | 0     | 0             | 0        | 0 | 0 |
| 38      | DF      | Michael Keane     | 0             | 0         | 0             | 0       | 0(1)          | 0        | 0               | 0               | 0             | 0     | 0(1)          | 0        | 0 | 0 |
| 39      | DF      | Tom Thorpe        | 0             | 0         | 0             | 0       | 0             | 0        | 0               | 0               | 0             | 0     | 0             | 0        | 0 | 0 |
| 40      | GK      | Ben Amos          | 1             | 0         | 0             | 0       | 3             | 0        | 0               | 0               | 0             | 0     | 4             | 0        | 0 | 0 |
| 41      | FW      | Joshua King       | 0             | 0         | 0             | 0       | 0             | 0        | 0               | 0               | 0             | 0     | 0             | 0        | 0 | 0 |
| 42      | MF      | Paul Pogba        | 0(3)          | 0         | 0             | 0       | 0(3)          | 0        | 0(1)            | 0               | 0             | 0     | 0(7)          | 0        | 1 | 0 |
| 43      | MF      | Matthew James     | 0             | 0         | 0             | 0       | 0             | 0        | 0               | 0               | 0             | 0     | 0             | 0        | 0 | 0 |
| 44      | DF      | Sean McGinty      | 0             | 0         | 0             | 0       | 0             | 0        | 0               | 0               | 0             | 0     | 0             | 0        | 0 | 0 |
| 45      | MF      | Davide Petrucci   | 0             | 0         | 0             | 0       | 0             | 0        | 0               | 0               | 0             | 0     | 0             | 0        | 0 | 0 |
| 46      | MF      | Ryan Tunnicliffe  | 0             | 0         | 0             | 0       | 0             | 0        | 0               | 0               | 0             | 0     | 0             | 0        | 0 | 0 |
| 47      | MF      | Oliver Norwood    | 0             | 0         | 0             | 0       | 0             | 0        | 0               | 0               | 0             | 0     | 0             | 0        | 0 | 0 |
| 48      | FW      | Will Keane        | 0(1)          | 0         | 0             | 0       | 0             | 0        | 0               | 0               | 0             | 0     | 0(1)          | 0        | 0 | 0 |
| 49      | MF      | Ravel Morrison    | 0             | 0         | 0             | 0       | 0(2)          | 0        | 0               | 0               | 0             | 0     | 0(2)          | 0        | 0 | 0 |
| 50      | GK      | Sam Johnstone     | 0             | 0         | 0             | 0       | 0             | 0        | 0               | 0               | 0             | 0     | 0             | 0        | 0 | 0 |
| 51      | DF      | Ezekiel Fryers    | 0(2)          | 0         | 0             | 0       | 2(1)          | 0        | 0(1)            | 0               | 0             | 0     | 2(4)          | 0        | 0 | 0 |
| 52      | MF      | Larnell Cole      | 0             | 0         | 0             | 0       | 0(1)          | 0        | 0               | 0               | 0             | 0     | 0(1)          | 0        | 0 | 0 |
| 53      | MF      | Jesse Lingard     | 0             | 0         | 0             | 0       | 0             | 0        | 0               | 0               | 0             | 0     | 0             | 0        | 0 | 0 |
| Öngólok | Öngólok | Öngólok           | –             | 2         | –             | 0       | –             | 0        | –               | 1               | –             | 0     | –             | 3        | – | – |

## Átigazolások

### Érkezők
| Dátum            | Poz. | Név            | Honnan              | Ár           |
| ---------------- | ---- | -------------- | ------------------- | ------------ |
| 2011. június 13. | DF   | Phil Jones     | Blackburn Rovers    | nem publikus |
| 2011. június 23. | MF   | Ashley Young   | Aston Villa         | nem publikus |
| 2011. június 29. | GK   | David de Gea   | Atlético de Madrid  | nem publikus |
| 2012. január 8.  | MF   | Paul Scholes   | szabadon igazolható | ingyen       |
| 2012. január 31. | DF   | Freddie Veseli | Manchester City     | nem publikus |

### Távozók
| Dátum              | Poz. | Név               | Hová                | Ár           |
| ------------------ | ---- | ----------------- | ------------------- | ------------ |
| 2011. május 28.    | GK   | Edwin van der Sar | visszavonult        | visszavonult |
| 2011. május 31.    | MF   | Paul Scholes      | visszavonult        | visszavonult |
| 2011. július 1.    | MF   | Owen Hargreaves   | lejárt a szerződése | ingyen       |
| 2011. július 1.    | GK   | Conor Devlin      | lejárt a szerződése | ingyen       |
| 2011. július 1.    | DF   | Oliver Gill       | lejárt a szerződése | ingyen       |
| 2011. július 5.    | FW   | Nicky Ajose       | Peterborough United | nem publikus |
| 2011. július 7.    | DF   | Wes Brown         | Sunderland          | nem publikus |
| 2011. július 7.    | DF   | John O’Shea       | Sunderland          | nem publikus |
| 2011. augusztus 9. | FW   | Gabriel Obertan   | Newcastle United    | nem publikus |
| 2012. január 13.   | MF   | Darron Gibson     | Everton             | nem publikus |
| 2012. január 22.   | MF   | Danny Drinkwater  | Leicester City      | nem publikus |
| 2012. január 28.   | FW   | Mame Biram Diouf  | Hannover 96         | nem publikus |
| 2012. január 12.   | MF   | Ravel Morrison    | West Ham United     | nem publikus |
| 2012. április 23.  | DF   | Alberto Massacci  | lejárt a szerződése | ingyen       |